# 纸坊站
纸坊站是一个京广铁路上的铁路车站，位于湖北省武汉市江夏区纸坊街道，建于1917年，目前为四等站，邮政编码为430200。目前客运：办理旅客乘降；行李、包裹托运；货运：办理整车、零担货物发到。